# 港へ来た男
『港へ来た男』（みなとへきたおとこ）は、1952年（昭和27年）11月27日に公開された映画。制作、配給は東宝。モノクロ、スタンダード。
捕鯨船の砲手を主人公としており、実際の捕鯨船団の映像を用いている。俳優が演じる洋上の場面は、一部金華山沖でのロケを除き、スクリーン・プロセスで撮影された。

## キャスト
- 新沼五郎：三船敏郎
- 園子：久慈あさみ
- 西沢信吾：小泉博
- カン爺：左卜全
- あけみ：田代百合子
- 高崎所長：藤原釜足
- 山下：今泉廉
- 原田：大村千吉
- おひで：出雲八重子
- 沓掛：富田仲次郎
- 三宅：恩田清二郎
- 岡部：志村喬
- 菅井きん
- 堺左千夫
- 山本廉
- 谷晃
- 馬野都留子
- 近藤宏
- 広瀬正一
- 橘正晃
- 越後憲三
- 堤康久
- 加藤茂雄
- 山田彰
- 西条悦郎
- 熊谷二良
- 瀬良明
- 夏木順平
- 吉頂寺晃
- 岡豊

## スタッフ
- 監督：本多猪四郎
- 製作：田中友幸
- 原作：梶野悳三
- 脚本：成沢昌茂、本多猪四郎
- 音楽：斎藤一郎
- 撮影：完倉泰一
- 美術：北辰雄
- 録音：藤好昌生
- 照明：森弘志
- 助監督：福田純
- 特殊技術：円谷英二（クレジットなし[6]）